# (492) Gismonda
(492) Gismonda ist ein Asteroid des Hauptgürtels, der am 3. September 1902 vom deutschen Astronomen Max Wolf in Heidelberg entdeckt wurde.
Benannt ist der Asteroid nach der Heldenfigur Gismond aus einem italienischen Volksmärchen.